# Cutrale
Cutrale est une entreprise de production de jus de fruit notamment de jus d'orange. Elle est basée à Araraquara au Brésil.

## Histoire
À la suite de l'échec de la fusion entre Chiquita et Fyffes, Chiquita Brands International est acquis pour 682 millions par Cutrale et par le fonds d'investissement de Safra Group.